# Jonathan Togo
Jonathan Fredrick Togo (født 25. August 1977) er en amerikansk skuespiller kendt for sin rolle som Ryan Wolfe i tv-serien CSI: Miami.

## Filmbiografi
- CSI: Miami (2004–Til nu) som Ryan Wolfe
- Raccoon (2006) som Bailey
- The Jury (2004, 1 episode) som Dennis Dudley
- Ed (2003, 1 episode) som Keith Kessler
- Law & Order (2003, 1 episode) som Eddie
- Mystic River (2003) som Pete
- Judging Amy (2003, 1 episode) som Charles 'DJ Dizz' Simbour
- Special Unit 2 (2001–2002, 12 episodes) som Jonatha